# Рамос, Кристиан
Кри́стиан Гилье́рмо Марти́н Рамо́с Гарага́й (исп. Christian Guillermo Martín Ramos Garagay; родился 4 ноября 1988 года в Лиме, Перу) — перуанский футболист, защитник клуба «Альянса Универсидад». Выступал за сборную Перу. Участник чемпионата мира 2018 года.

## Клубная карьера
Рамос начал карьеру в клубе «Спортинг Кристал». В 2007 году он дебютировал в перуанской Примере. Кристиан быстро завоевал место в основе и по окончании второго сезона перешёл в более именитый «Универсидад Сан-Мартин». 15 февраля 2009 года в матче против «Сесар Вальехо» он дебютировал за новую команду. 19 июля в поединке против «Альянса Лима» Кристиан забил свой первый гол за «Универсидад». В 2010 году Рамос помог клубу выиграть чемпионат Перу.
В начале 2011 года Кристиан перешёл в команду «Альянса Лима». 13 февраля в матче против «Унион Комерсио» он дебютировал за столичный клуб. В этом же поединке Рамос забил свой первый мяч за команду. По окончании года он покинул «Альянсу» и вернулся в «Универсидад», где провёл ещё сезон.
В начале 2013 года Кристиан подписал контракт с «Хуан Аурич». 10 февраля в матче против «Пасифико» он дебютировал за новую команду. 6 июля в поединке против «Спорт Уанкайо» Рамос забил свой первый гол за «Хуан Аурич». В матче Кубка Либертадорес против боливийского «Сан-Хосе Оруро» он забил гол.
Летом 2016 года Рамос перешёл в аргентинскую «Химнасию Ла-Плата». 27 августа в матче против «Велес Сарсфилд» он дебютировал в аргентинской Примере. В начале 2017 года для получения игровой практики Кристиан перешёл в эквадорский «Эмелек». 29 января в матче против «Универсидад Католика» из Кито он дебютировал в эквадорской Серии A.
В начале 2018 года Рамос перешёл в мексиканский «Веракрус». 29 января в матче против «Сантос Лагуна» он дебютировал в мексиканской Примере. Летом 2018 года Рамос перешёл в саудовский «Аль-Наср». 24 сентября в матче против «Аль-Таавуна» он дебютировал в саудовской Про-лиге. В начале 2019 года Рамос на правах аренды вернулся в Перу, став игроком клуба «Мельгар». 9 марта в матче против «Куско» он дебютировал за новую команду. Летом того же года Кристиан перешёл в «Университарио». 1 сентября в матче против своего предыдущего клуба «Мельгар» он дебютировал за новую команду. 
В начале 2020 года Рамос перешёл в «Универсидад Сесар Вальехо». 2 февраля в матче против «Депортиво Мунисипаль» он дебютировал за новый клуб. 30 ноября в поединке против «Спорт Бойз» Кристиан забил свой первый гол за «Универсидад Сесар Вальехо». В 2022 году он вернулся в «Альянса Лима» и помог клубу выиграть чемпионат. В начале 2023 года Рамос перешёл в «Спорт Бойз». 6 февраля в матче против «Унион Комерсио» он дебютировал за новую команду. 

## Международная карьера
19 ноября 2009 года в товарищеском матче против сборной Гондураса Рамос дебютировал за сборную Перу.
В 2011 году Кристиан принял участие в Кубке Америки в Аргентине. На турнире он сыграл в матчах против сборных Колумбии, Венесуэлы и Чили. По итогам соревнований Рамос завоевал бронзовую медаль.
7 августа 2014 года в поединке против сборной Панамы Кристиан забил свой первый гол за национальную команду.
В 2015 году Кристиан в составе сборной во второй раз стал бронзовым призёром в Кубка Америки в Чили. На турнире он сыграл в матчах против сборных Парагвая и Чили.
Летом 2016 года Рамос в составе сборной принял участие в Кубке Америки в США. На турнире он сыграл в матчах против команд Гаити, Эквадора, Бразилии и Колумбии.
В 2018 году Рамос принял участие в чемпионате мира 2018 в России. На турнире он сыграл в матчах против команд Франции, Дании и Австралии.
В 2021 года Рамос в четвертый раз принял участие в Кубке Америки в Бразилии. На турнире он сыграл в матчах против сборных Парагвая, Эквадора, Колумбии, а также дважды Бразилии.

### Голы за сборную Перу
| #   | Дата           | Место                                    | Противник      | Счёт | Результат | Соревнование                     |
| --- | -------------- | ---------------------------------------- | -------------- | ---- | --------- | -------------------------------- |
| 01. | 7 августа 2014 | Национальный стадион, Лима, Перу         | Панама         | 3:0  | 3:0       | Товарищеский матч                |
| 02. | 10 ноября 2016 | Дефенсорес дель Чако, Асунсьон, Парагвай | Парагвай       | 1:1  | 1:4       | Чемпионат мира 2018 квалификация |
| 03. | 15 ноября 2017 | Национальный стадион, Лима, Перу         | Новая Зеландия | 2:0  | 2:0       | Чемпионат мира 2018 квалификация |

## Достижения
Командные
 «Универсидад Сан-Мартин»
- Чемпионат Перу по футболу — 2010

Международные
 Перу
- Кубок Америки по футболу — 2011
- Кубок Америки по футболу — 2015